# Kingstown (Karolina Północna)
Kingstown – miasto w Stanach Zjednoczonych, w stanie Karolina Północna, w hrabstwie Cleveland.